# Puchar Anglii w piłce nożnej (1874/1875)
Puchar Anglii w piłce nożnej 1874–1875 – czwarta edycja najstarszych w historii rozgrywek piłkarskich. W turnieju wzięło udział 29 drużyn, rozegrano 31 spotkań (4 z zaplanowanych się nie odbyło). Najlepsza okazała się drużyna Royal Engineers, która w finale pokonała Old Etonians.

## Terminarz
| runda        | data          | liczba meczów | zespoły › awans | bramki                |
| ------------ | ------------- | ------------- | --------------- | --------------------- |
| I runda      | 10.10 – 28.11 | 15            | 29 → 15         | 50 (3,33 bramki/mecz) |
| II runda     | 14.11 – 05.12 | 6             | 15 → 8          | 19 (3,17 bramki/mecz) |
| Ćwierćfinały | 23.01 – 06.02 | 5             | 8 → 4           | 13 (2,60 bramki/mecz) |
| Półfinały    | 27.02 – 05.03 | 3             | 4 → 2           | 4 (1,33 bramki/mecz)  |
| Finał        | 13.03 – 16.03 | 2             | 2 → 1           | 4 (2,00 bramki/mecz)  |

## Wyniki

### I runda
| data                       | gospodarz            | wynik    | gość                 | uwagi                               |
| -------------------------- | -------------------- | -------- | -------------------- | ----------------------------------- |
| 10 października 1874       | Pilgrims             | 3 : 1    | South Norwood        |                                     |
| 24 października 1874       | Upton Park           | 0 : 3    | Barnes               |                                     |
| 31 października 1874       | Oxford University    | 6 : 0    | Brondesbury          |                                     |
| 31 października 1874       | Wanderers F.C.       | 16 : 0   | Farningham           |                                     |
| 31 października 1874       | Woodford Wells       | 1 : 0    | High Wycombe         |                                     |
| 5 listopada 1874           | Old Etonians         | 0 : 0    | Swifts               | mecz powtórzono                     |
| 7 listopada 1874           | Clapham Rovers       | 3 : 0    | Panthers             |                                     |
| 7 listopada 1874           | Royal Engineers      | 3 : 0    | Great Marlow         |                                     |
| 14 listopada 1874          | Cambridge University | 0 : 0    | Crystal Palace       | mecz powtórzono                     |
| 14 listopada 1874          | Hitchin              | 0 : 1    | Maidenhead           |                                     |
| 14 listopada 1874          | Southall             | 0 : 0    | Leyton               | mecz powtórzono                     |
| 14 listopada 1874          | Swifts               | 1 : 1    | Old Etonians         | mecz dodatkowy, ponownie powtórzono |
| 21 listopada 1874          | Crystal Palace       | 1 : 2    | Cambridge University | mecz dodatkowy                      |
| 26 listopada 1874          | Old Etonians         | 3 : 0    | Swifts               | 2. mecz dodatkowy                   |
| 28 listopada 1874          | Leyton               | 0 : 5    | Southall             | mecz dodatkowy                      |
|                            | Civil Service        | walkower | Harrow Chequers      |                                     |
|                            | Shropshire Wanderers | walkower | Sheffield            |                                     |
|                            | Windsor Home Park    | walkower | Uxbridge             |                                     |
| Reigate Priory – wolny los |                      |          |                      |                                     |

### II runda
| data                     | gospodarz            | wynik    | gość                 | uwagi |
| ------------------------ | -------------------- | -------- | -------------------- | ----- |
| 14 listopada 1874        | Shropshire Wanderers | 1 : 0    | Civil Service        |       |
| 21 listopada 1874        | Wanderers F.C.       | 5 : 0    | Barnes               |       |
| 5 grudnia 1874           | Clapham Rovers       | 2 : 0    | Pilgrims             |       |
| 5 grudnia 1874           | Maidenhead           | 2 : 1    | Reigate Priory       |       |
| 5 grudnia 1874           | Royal Engineers      | 5 : 0    | Cambridge University |       |
| 5 grudnia 1874           | Woodford Wells       | 3 : 0    | Southall             |       |
|                          | Oxford University    | walkower | Windsor Home Park    |       |
| Old Etonians – wolny los |                      |          |                      |       |

### Ćwierćfinały
| data             | gospodarz            | wynik | gość                 | uwagi           |
| ---------------- | -------------------- | ----- | -------------------- | --------------- |
| 23 stycznia 1875 | Old Etonians         | 1 : 0 | Maidenhead           |                 |
| 23 stycznia 1875 | Shropshire Wanderers | 1 : 1 | Woodford Wells       | mecz powtórzono |
| 30 stycznia 1875 | Royal Engineers      | 3 : 2 | Clapham Rovers       |                 |
| 30 stycznia 1875 | Wanderers F.C.       | 1 : 2 | Oxford University    |                 |
| 6 lutego 1875    | Woodford Wells       | 0 : 2 | Shropshire Wanderers | mecz dodatkowy  |

### Półfinały
| data           | gospodarz         | wynik | gość                 | uwagi                                         |
| -------------- | ----------------- | ----- | -------------------- | --------------------------------------------- |
| 27 lutego 1875 | Oxford University | 1 : 1 | Royal Engineers      | na stadionie Kennington Oval, mecz powtórzono |
| 27 lutego 1875 | Old Etonians      | 1 : 0 | Shropshire Wanderers | na stadionie Kennington Oval                  |
| 5 marca 1875   | Royal Engineers   | 1 : 0 | Oxford University    | na stadionie Kennington Oval, mecz dodatkowy  |

### Finał
| 13 marca 1875 | Royal Engineers · Henry Renny-Tailyour | 1 : 1 | Old Etonians · Alexander Bonsor | Kennington Oval, Londyn Widzów: 3000 Sędzia: Charles Alcock (Wanderers F.C.) |
|               |                                        |       |                                 |                                                                              |

| Royal Engineers: |                                        |  |
|                  |                                        |  |
| BR               | kapitan William Merriman               |  |
| OB               | podporucznik George Sim                |  |
| OB               | podporucznik Gerald Onslow             |  |
| PO               | podporucznik Richard Ruck              |  |
| PO               | podporucznik Pelham von Donop          |  |
| PO               | podporucznik Charles Wood              |  |
| NA               | podporucznik Herbert Rawson            |  |
| NA               | podporucznik William Stafford          |  |
| NA               | kapitan Henry Renny-Tailyour           |  |
| NA               | podporucznik Cecil Wingfield-Stratford |  |
| NA               | podporucznik Alexander Mein            |  |

| Old Etonians: |                          |  |
|               |                          |  |
| BR            | Charles Farmer           |  |
| OB            | lord Arthur Kinnaird     |  |
| OB            | James Stronge            |  |
| PO            | William Kenyon-Slaney    |  |
| PO            | Robert Benson            |  |
| PO            | Frederick Patton         |  |
| NA            | Cuthbert Ottaway         |  |
| NA            | Alexander Bonsor         |  |
| NA            | Albert Childers Thompson |  |
| NA            | Edgar Lubbock            |  |
| NA            | Francis Wilson           |  |

### Powtórka
| 16 marca 1875 | Royal Engineers · Henry Renny-Tailyour · William Stafford | 2 : 0 | Old Etonians | Kennington Oval, Londyn Widzów: 3000 Sędzia: Charles Alcock (Wanderers F.C.) |
|               |                                                           |       |              |                                                                              |

| Royal Engineers: |                                        |  |
|                  |                                        |  |
| BR               | kapitan William Merriman               |  |
| OB               | podporucznik George Sim                |  |
| OB               | podporucznik Gerald Onslow             |  |
| PO               | podporucznik Richard Ruck              |  |
| PO               | podporucznik Pelham von Donop          |  |
| PO               | podporucznik Charles Wood              |  |
| NA               | podporucznik Herbert Rawson            |  |
| NA               | podporucznik William Stafford          |  |
| NA               | kapitan Henry Renny-Tailyour           |  |
| NA               | podporucznik Cecil Wingfield-Stratford |  |
| NA               | podporucznik Alexander Mein            |  |

| Old Etonians: |                               |  |
|               |                               |  |
| BR            | Charles Farmer                |  |
| OB            | lord Arthur Kinnaird          |  |
| OB            | James Stronge                 |  |
| PO            | kapitan Edward Drummond-Moray |  |
| PO            | Alfred Lubbock                |  |
| PO            | Frederick Patton              |  |
| NA            | Thomas Hammond                |  |
| NA            | Alexander Bonsor              |  |
| NA            | Matthew Farrer                |  |
| NA            | Edgar Lubbock                 |  |
| NA            | Francis Wilson                |  |